# آي (أمستردام)
الآي هي بحيرة وسابقاً خليج يقع في مقاطعة شمال هولندا بهولندا. تعرف بأنها الواجهة البحرية لمدينة أمستردام حيث يوجد موقع ميناء أمستردام ، ويتم اعتبارها خطأ نهراً.

## الجغرافيا
تنقسم بحيرة الآي حالياً لقسمين:
- للغرب: الآي الداخلي (Binnen-Ĳ). متصل مباشرة بقناة بحر الشمال حيث يمكن الوصول لمدينة آي ماودن وبحر الشمال.
- للشرق: الآي الخارجي (Buiten-Ĳ) وهو امتداد لبحيرة آي مير، وماركرمير. ويفصل هاتان البحيرتان عدد من الهويسات.